# 나나쿠보역
나나쿠보역(일본어: 七久保駅)은 일본 나가노현 가미이나군 이지마정에 위치한 도카이 여객철도 이다선의 철도역이다. 단선 · 섬식의 형태를 합친 2면 3선 구조의 복합 승강장을 갖춘 지상역이다.

## 타는 곳
| 승강장 | 노선          | 방향          | 행선지             |
| ------ | ------------- | ------------- | ------------------ |
| 1      | ■ 이다선      | 하행          | 다쓰노 방면        |
| 2      | ■ 이다선      | 상행          | 이다 · 덴류쿄 방면 |
| 3      | (예비 승강장) | (예비 승강장) | (예비 승강장)      |

## 역 주변
- 나나쿠보 우체국

## 역사
- 1918년
  - 7월 23일 : 이나 전차 궤도(1919년에 이나 전기 철도로 개칭)가 이다 역으로부터 연신했던 때의 종착역으로서 개업.
  - 12월 12일 : 이나 전차 궤도가 다카토바라 정류장(현·다카토바라 역)까지 연신해, 도중역으로 되었다.
- 1943년 8월 1일 : 이나 전기 철도선이 이다선의 일부로서 국유화되어, 일본국유철도의 역이 되었다.
- 1971년 12월 1일 : 하물 · 전용선 발착을 제외한 화물의 취급을 폐지.
- 1987년 4월 1일 : 일본국유철도 분할 민영화에 의해, 도카이 여객철도가 승계.
- 1994년 3월 31일 : 무인역화(다만, 일본화물철도의 직원은 배치).
- 1996년 3월 16일 : 화물 열차의 설정 폐지.
- 2002년 4월 1일 : 일본화물철도의 역(화물의 취급)이 폐지.

## 인접 역
| 도카이 여객철도 이다선   | 도카이 여객철도 이다선 | 도카이 여객철도 이다선 |
| ------------------------ | ---------------------- | ---------------------- |
| 가미카타기리 이다 방면   | ■ 쾌속 '미스즈'        | 이지마 마쓰모토 방면   |
| 다카토바라 도요하시 방면 | ■ 보통                 | 이나혼고 다쓰노 방면   |